# Polyrhachis dohrni
Polyrhachis dohrni är en myrart som beskrevs av Auguste-Henri Forel 1901. Polyrhachis dohrni ingår i släktet Polyrhachis och familjen myror. Inga underarter finns listade i Catalogue of Life.

## Bildgalleri

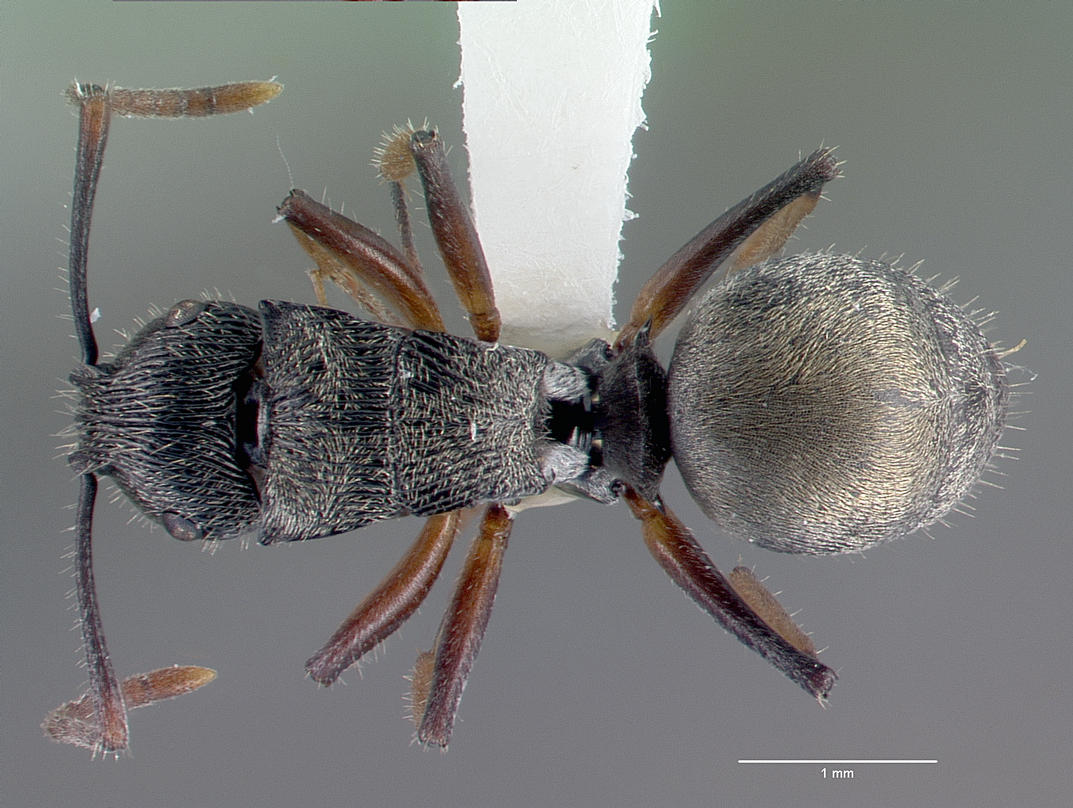
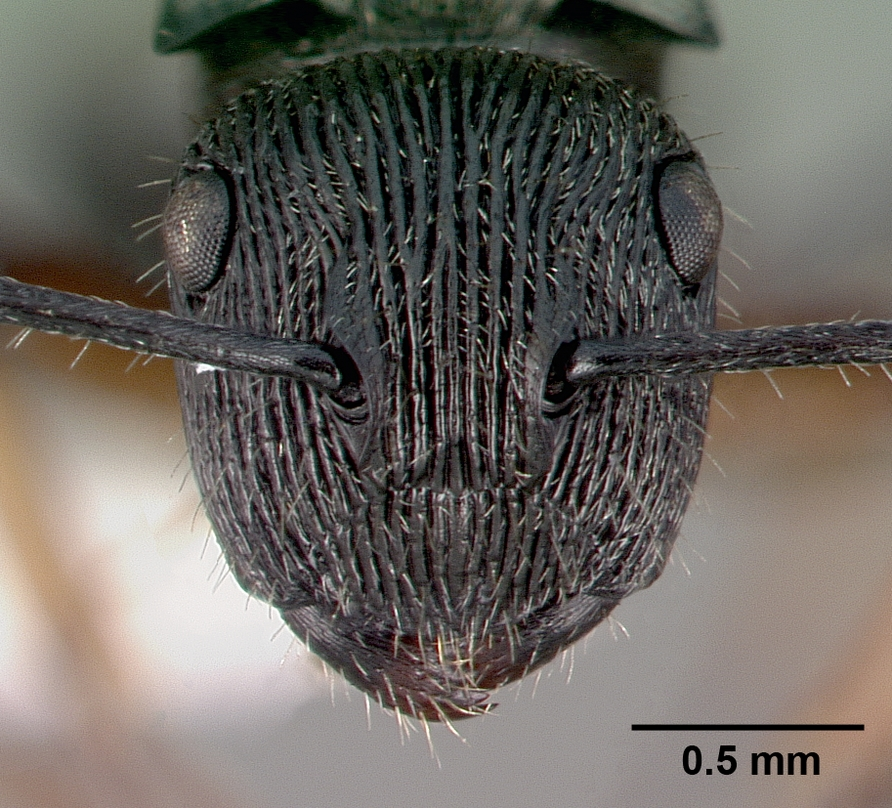
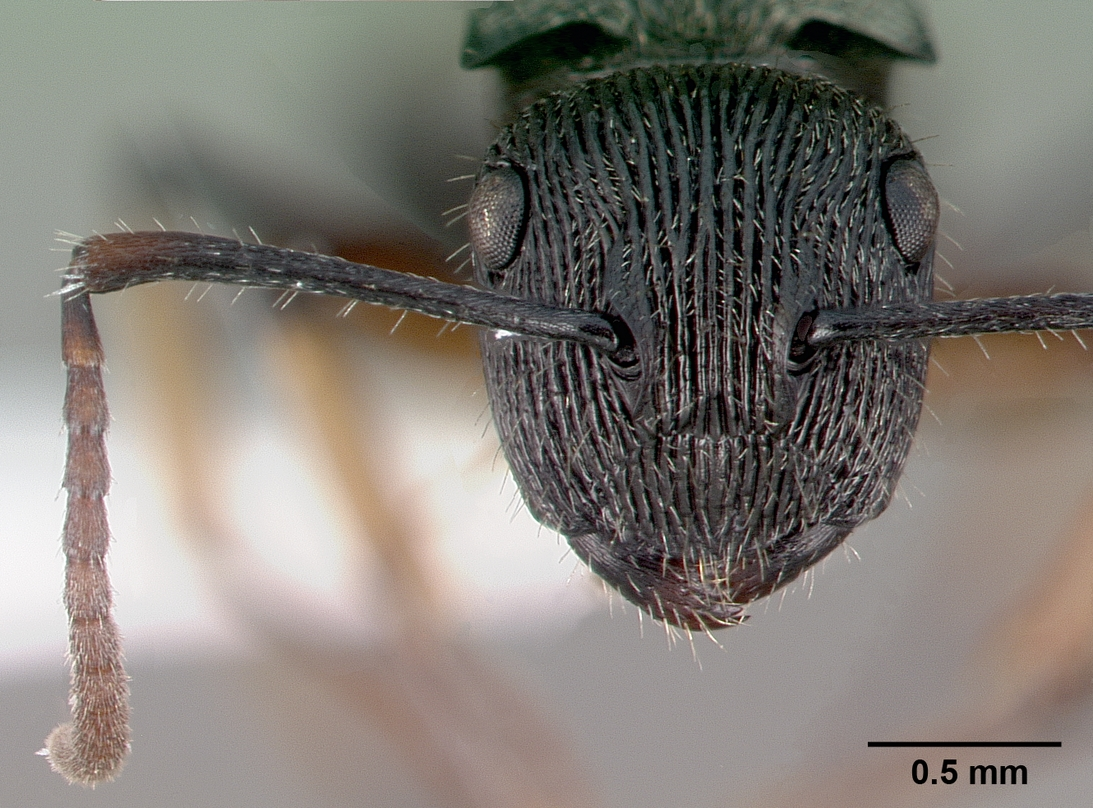
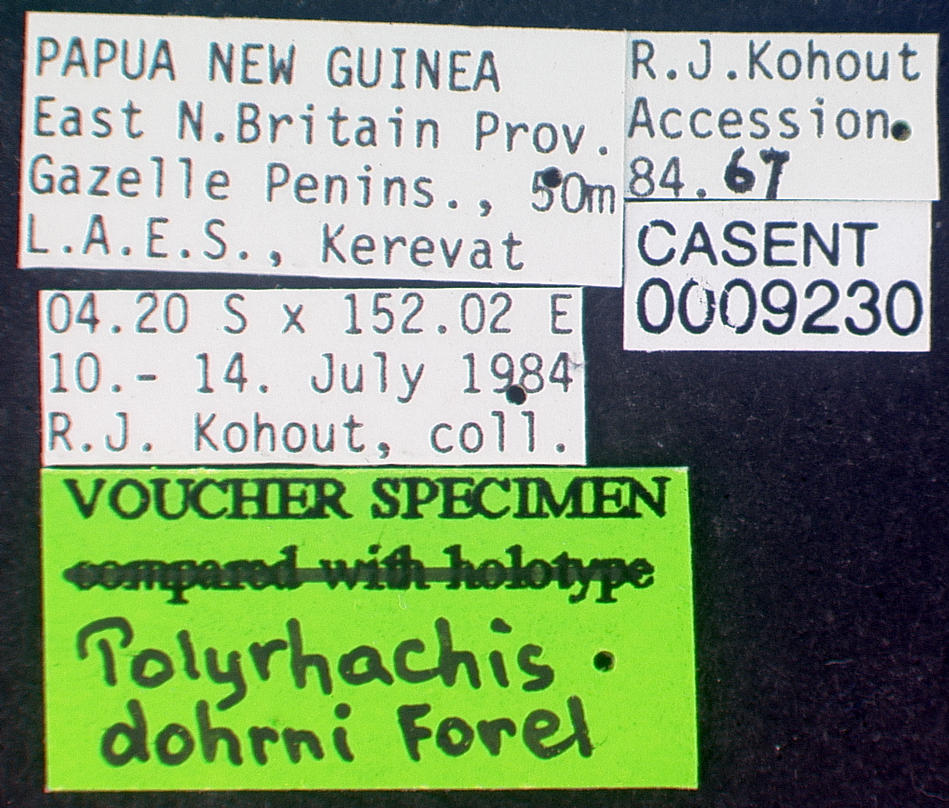
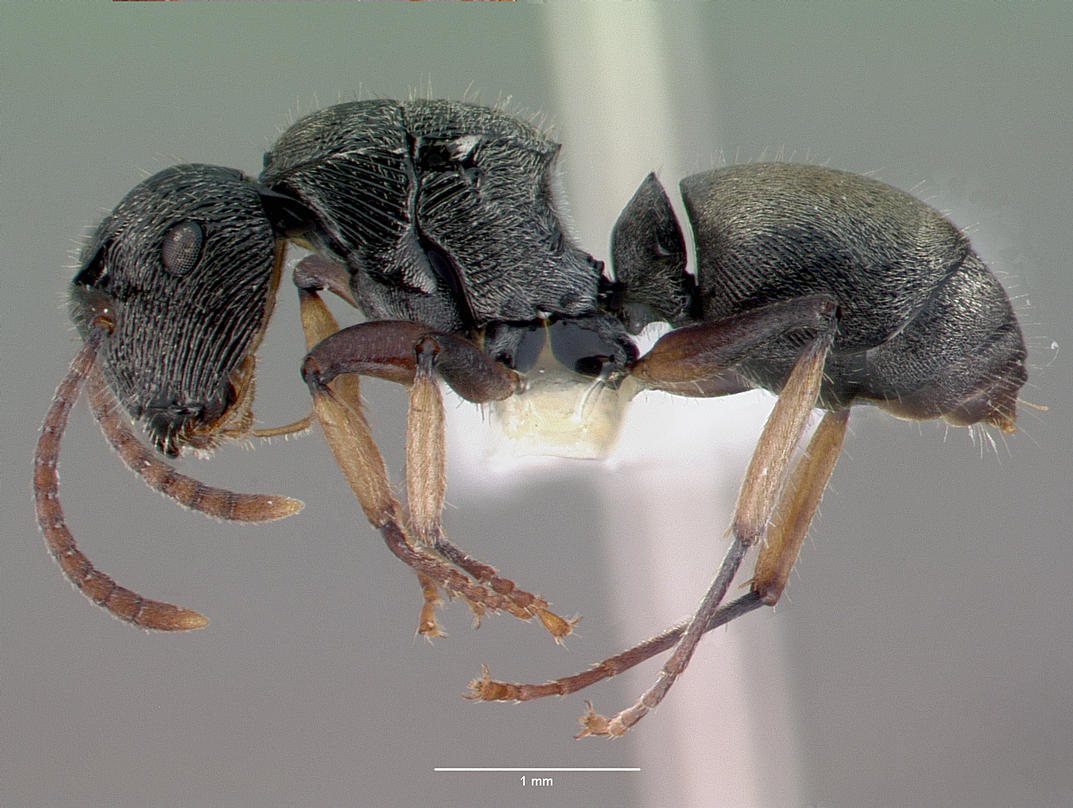